# 硇洲灯塔
硇洲灯塔，位于广东湛江的硇洲岛上，湛江市国家级文物保护单位。始建于1899年（清光绪二十五年），1903年竣工 (據海關總稅務司資料為1904年竣工)，由麻石砌成，底宽5米，顶宽4米，通高约23米（塔基5.9米、塔身16.05米）。座架中央悬挂400千瓦的荧光灯，射程为26海里。属水晶磨镜灯塔。由硇洲島工匠招光義承建，廣州灣法國公使署揭幕。中國在1945年收回燈塔，1989、1996年兩次整修。
據海關總稅務司資料，硇洲燈塔有兩座（唯坐標表達與今日稍有出入）︰
- 北緯20°54'.2，東經110°36'.3（主燈塔：島的頂峰馬鞍山上，燈塔亮0.3秒白燈，暗4.7秒，第三等（3rd order）閃爍式燈塔，1947年時量度通高63英尺，即19.02米）
- 北緯20°56'.6，東經110°36'.3（前燈塔：主燈塔方位角001度，距2.45英里的硇洲島北面，1915年落成，持續亮燈燈塔，為紅燈，黑白塔身，可視角度為270°［046°至316°］；1947年時量度通高27英尺，即8.23米）